# Chiesa del Cuore Immacolato di Maria (Erula)
La chiesa del Cuore Immacolato di Maria è un edificio religioso situato ad Erula, centro abitato della Sardegna settentrionale. Consacrata al culto cattolico è sede dell'omonima parrocchia e fa parte della diocesi di Tempio-Ampurias.